# Madden NFL 2005
Madden NFL 2005 est un jeu vidéo de sport (football américain) sorti en 2004 sur PlayStation, PlayStation 2, Xbox, GameCube, Game Boy Advance, Nintendo DS, Tapwave Zodiac et PC (Windows).
Le jeu fait partie de la série Madden NFL.

## Accueil
- Jeuxvideo.com : 17/20 (PS2/XB/GC)[1] - 15/20 (PC)[2]